# Pedaria rohani
Pedaria rohani är en skalbaggsart som beskrevs av Antoine Boucomont 1922. Pedaria rohani ingår i släktet Pedaria och familjen bladhorningar. Inga underarter finns listade i Catalogue of Life.